# ヤングユー
『ヤングユー』 (YOUNG YOU) は、かつて集英社が発行していた日本の女性向け月刊漫画雑誌。1986年に創刊され、2005年に休刊した。11月である刊行月の前月の8日に発売された。
1986年5月、『月刊セブンティーン』（集英社）の特別編集として創刊。当初は隔月に発行されたが、『月刊セブンティーン』が休刊翌月の1986年11月から月刊化。『YOU』（読者層：20代後半以降）、『オフィスユー』（読者層：20代半ばまで）の姉妹誌で、少女漫画は卒業したがレディースコミックはまだ早いという女性を対象にしたヤング・レディースコミック誌の老舗的存在だった。休刊後、連載作品は『YOU』と『コーラス』（集英社）に引き継がれ、執筆作家も主にこの2誌へ異動した。

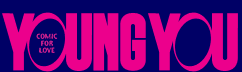

## 歴史
- 1986年5月 - 『月刊セブンティーン』特別編集の増刊として『ヤングユー』第1号が創刊。7月に2号が、9月に3号が発売される。
- 1986年10月 - 『月刊セブンティーン』休刊（1986年12月号）。
- 1986年11月 - 月刊誌として新創刊（1986年12月号）。
- 1987年 - ヤングユーコミックス発刊。
- 2005年10月8日 - この日発売された2005年11月号をもって休刊。

## 主な掲載作品
- 秋本尚美「アンサンブル」「ぬくぬく」
- 石井まゆみ「新 ロッカーのハナコさん」「キャリア こぎつね きんのもり」
- 岩館真理子「うちのママが言うことには」「冷蔵庫にパイナップル・パイ」
- 羽海野チカ「ハチミツとクローバー」
- 逢坂みえこ「ベル・エポック」
- 緒形もり「うちのうめは今日もげんき」
- 鴨居まさね「秘書・恵純 18歳」「雲の上のキスケさん」「SWEETデリバリー」
- 坂井久仁江「雨の日は恋をする」
- 辛酸なめ子「消費セラピー」
- たかさきももこ「白衣でポン」
- 高橋由佳利「トルコで私も考えた」
- 西村しのぶ「アルコール」
- 榛野なな恵「Papa told me」「ピエタ」
- 槇村さとる「おいしい関係」「Do Da Dancin'!」「BELIEVE」
- もん「おしゃべりニューヨーク」
- 谷地恵美子「明日の王様」
- 山下和美「ダンディーとわたし」
- 渡辺ペコ「東京膜」

## 映像化作品

### アニメ化
| 作品                 | 放送年          | アニメーション制作 | 備考                            |
| -------------------- | --------------- | ------------------ | ------------------------------- |
| ハチミツとクローバー | 2005年（第1期） | J.C.STAFF          | 第2期は掲載誌を他誌に移籍した後 |

### 実写化
| 作品            | 放送年               | 制作                     | 備考                                                                            |
| --------------- | -------------------- | ------------------------ | ------------------------------------------------------------------------------- |
| おいしい関係    | 1996年（国内ドラマ） | フジテレビ               | タイトルは「ウエディングプランナー SWEETデリバリー」                            |
| おいしい関係    | 2007年（台湾ドラマ） | 可米瑞智國際藝能有限公司 | タイトルは「美味關係〜Sweet Relation〜」 （邦題は「美味関係〜おいしい関係〜」） |
| SWEETデリバリー | 2002年               | フジテレビ               | タイトルは「ウエディングプランナー SWEETデリバリー」                            |
| Papa told me    | 2003年               | NHK大阪放送局            | タイトルは「パパ トールド★ミー 大切な君へ」                                     |
| 天使みたい      | 2003年               | NHK名古屋放送局          |                                                                                 |

| 作品           | 公開年 | 配給 | 備考 |
| -------------- | ------ | ---- | ---- |
| ベル・エポック | 1998年 | 東宝 |      |

## 発行部数
- 2003年9月1日 - 2004年8月31日、172,500部[1]

## 別冊・増刊誌
別冊ヤングユー（別冊YOUNG YOU）
1987年3月に創刊。年4回刊（4月、6月、8月、12月）。『別冊YOUNG YOU EARLY SPRING』など、発行ごとに末尾に季節の名前を冠した。2002年に休刊し、『ヤングユーカラーズ』に改名した。
- 主な掲載作品
  - 秋本尚美「アンサンブル」
  - 緒形もり「うちのうめは今日もげんき」
  - 高橋由佳利「トルコで私も考えた」
  - 榛野なな恵「Papa told me」

ヤングユーカラーズ (YOUNG YOU COLORS)
2003年1月25日に、『別冊ヤングユー』を改名して創刊。『YOUNG YOU COLORS ROSSO』など、発行ごとに末尾に色の名前を冠した。その後2004年9月25日発売の『YOUNG YOU COLORS：No.5 OLIVA（オリーバ＝オリーブ）』を年内最終号として刊行し、2005年より新しい増刊号で再スタート予定である旨が［CONTENTS］ページ最下部にて編集部より告知されたが、翌2005年4月30日から巻次を刷新し2006年1月15日まで4冊刊行するに留まり休刊となった。
ヤングユースペシャル (YOUNG YOU SPECIAL)
1994年4月創刊。年2回ペースで刊行された。掲載内容は『別冊ヤングユー』とほぼ同じである。その後休刊。
ヤングユーセレクション (YOUNG YOU SELECTION)
1996年8月創刊。『ヤングユー』の過去の掲載作品が再録された。同じ趣旨で、『ヤングユー増刊 1冊ぜ〜んぶ結婚物語』なども発行された。その後休刊。
デラックスヤングユー（デラックスYOUNG YOU）
2000年10月創刊。新作と『ヤングユー』の過去の掲載作品の両方が掲載された。その後休刊。

## コミックファーム
『ヤングユー』誌上で行われていた漫画養成ページ。略称は「コミファ」。『月刊セブンティーン』誌上で行われていたコミックファームを引き継いだものなので、「NEWコミックファーム」とも言う。